# 陳秀宝
陳 秀宝（ちん しゅうほう、チェン シウバオ、1972年〈民国61年〉10月11日 - ）は、中華民国（台湾）の政治家。民主進歩党所属の立法委員。

## 経歴
2009年の彰化県議員選挙で初当選、その後再選され3期務める。
2020年の第10回立法委員選挙では彰化県第一選挙区から出馬し、初当選した。
2024年の第11回立法委員選挙では、彰化県最高の10万票近くの得票数を獲得し再選された。

## 選挙記録
| 年度 | 選挙                 | 選挙区           | 所属政党   | 得票数 | 得票率 | 当選             | 注釈 |
| ---- | -------------------- | ---------------- | ---------- | ------ | ------ | ---------------- | ---- |
| 2009 | 第17回彰化県議員選挙 | 第二選挙区       | 無所属     | 9,666  | 11.08% |                  |      |
| 2014 | 第18回彰化県議員選挙 | 第二選挙区       | 民主進歩党 | 11,393 | 11.66% |                  |      |
| 2018 | 第19回彰化県議員選挙 | 第二選挙区       | 民主進歩党 | 9,497  | 10.11% |                  |      |
| 2020 | 第10回立法委員選挙   | 彰化県第一選挙区 | 民主進歩党 | 96,191 | 52.03% |                  |      |
| 2024 | 第11回立法委員選挙   | 彰化県第一選挙区 | 民主進歩党 | 98,437 | 54.57% | 彰化県最多得票数 |      |